# Kloster Ennetach

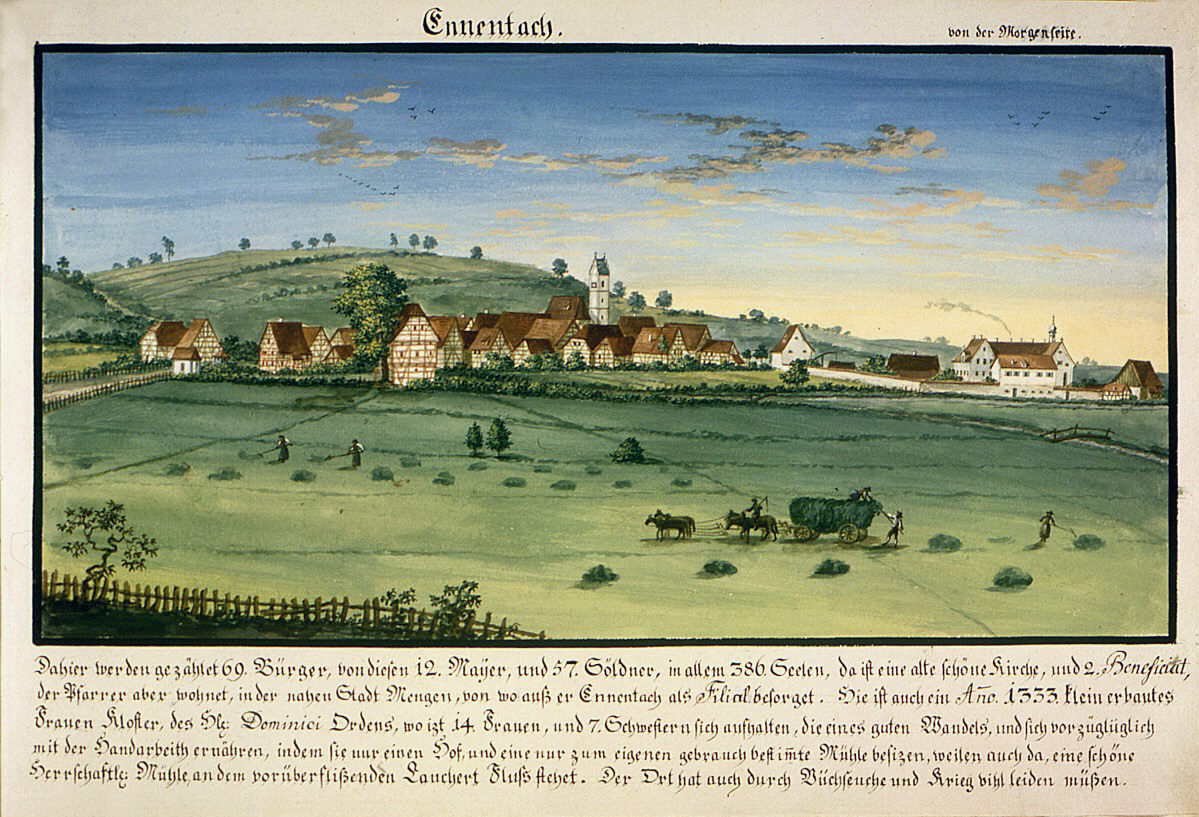
Ennetach mit Dominikanerinnenkloster (Aquarell von 1805)

Das Kloster Ennetach war ein Dominikanerinnenkloster in Ennetach, heute Stadtteil von Mengen im Landkreis Sigmaringen in Baden-Württemberg.

## Geschichte
Das Kloster Ennetach wurde wahrscheinlich um 1280 gegründet und war dem Konstanzer Dominikanerkloster unterstellt. In der ersten Hälfte des 15. Jahrhunderts wurde das Kloster erstmals ausdrücklich als Terziarinnen-Konvent bezeichnet, 1508 wurde ein Inklusorium erwähnt. Der Konvent galt als arm, später hatte er jedoch beträchtlichen land- und forstwirtschaftlichen Besitz, der größtenteils von den Klosterschwestern selbst bewirtschaftet wurde. Im Jahr 1711 war das Kloster noch schuldenfrei, doch bis 1732 häuften sich durch Misswirtschaft große Verbindlichkeiten an. Die Erträge aus der Arbeit der Schwestern in der Fertigung von Kunstgegenständen reichten nicht mehr aus, um die finanziellen Probleme des Klosters zu lösen. Besonders das Ausführen von Stickereiarbeiten war für das Kloster eine wichtige Einkommensquelle.
1803 fiel das Kloster zusammen mit dem Kloster Buchau und weiteren Ländereien an das Haus Thurn und Taxis, das es als Teil des Reichsfürstentums Buchau verwaltete, 1806 kam es staatsrechtlich zum Königreich Württemberg.
1807 waren nur noch 13 Frauen und fünf Laienschwestern im Konvent. Ab 1821 gehörte das Kloster zum Dekanat Saulgau im damals neu gegründeten Bistum Rottenburg. 1826 wurden die restlichen Schwestern in den Konvent Sießen eingegliedert.

## Konvents- und Kirchengebäude
Um 1330 wurden die ersten Klostergebäude aus Stein erbaut. 1420 ist eine kleine Klosterkirche zu Ehren der heiligen Dreifaltigkeit, Marias, Bartholomäus und Maria Magdalenas erwähnt, die 1426 neu geweiht wurde. Zwischen 1701 und 1712 wurde das Kloster baulich völlig erneuert. Die Klostergebäude wurden dann nach der Schließung des Klosters zwischen 1827 und 1840 abgebrochen. Nur die „Klosterstraße“ und ein Wehr in der Ablach beim Sägewerk erinnern heute an das ehemalige Kloster.